# Слойд
Слойд (швед. slöjd - ремёсла) — система учебного ручного труда в общеобразовательных  школах (урок труда), направленная на развитие у детей трудолюбия и уважения к физическому труду, а также на приобретение начальных трудовых навыков.

## История
Впервые система слойд как отдельный обязательный школьный предмет вводится финским педагогом Уно Сигнеусом в народных школах Финляндии в начале 1860 годов. В основу методики Сигнеуса было положено применение учащимися теоретических знаний на практике. Использовался подход от простого к сложному по нарастающей степени мастерства, чтобы ребенок видел результаты своего труда.
Из Финляндии ручной труд переносится в Швецию, где ярым сторонником и создателем шведской системы становится Отто Саломон, который рассматривал слойд как важный элемент в воспитании и формировании характера ребенка. «Справочник для преподавателей кустарных ремесел» (1890 год) Отто Саломона был переведен на несколько языков. Из Швеции  ручной труд (слойд)  распространился во многие страны и стал вводиться в обучающий курс школ. В иностранной литературе слойд называется: Франция- travail manuel, Германия- Handarbeit, Англия- manual work.
Уже в 1886 году в Дании было основано «Датское общество слойда», занимающееся распространением методической литературы и помощью в организации уроков труда в школах. Особый вклад в развитие датского слойда внёс Аксель Миккельсен, сделавший слойд делом своей жизни. В 1886 году в Копенгагене Миккельсен покупает здание и превращает его в столярные мастерские для детей, разрабатывает и адаптирует рабочие инструменты под детский возраст, меняя размеры взрослого оборудования под детские руки. Был открыт магазин деревообрабатывающих школьных инструментов, в котором многие инструменты были адаптированы для  левшей или изготавливались универсальными для обеих рук. 
- Уно Сигнеус (1810-1888)
- Отто Саломон (1849-1907)
- Аксель Миккельсен (1849-1929)

## Слойд в России
В России слойд как предмет школьного образования стал вводиться с 1884 года, первые учителя ручного труда были выпущены из Петербургской учительской  семинарии в 1886 году. В 1895 году ручной труд был введен в 22-х кадетских корпусах, 7 гимназиях, 10 петербургских приютах, 37 городских училищах. В 1898 году число начальных народных училищ, преподававших слойд, возросло до 305. В 1895 году второй съезд русских деятелей по техническому и профессиональному образованию в России занимался разрешением вопросов, касающихся ручного труда как общеобразовательного предмета. Единогласным решением ручной труд был признан общеобразовательным предметом и целесообразным в учебно-воспитательной работе. С 60-х гг. в СССР термин «ручной труд» упраздняется, в дневниках ученика значится как урок труда, школьный урок в современной России называется «Трудовое и профессиональное обучение».